# Симич, Боян
Бо́ян Си́мич (серб. Бојан Симић / Bojan Simić; 26 сентября 1976, Лесковац, СФРЮ) — сербский футболист, защитник.

## Биография
Начинал играть в футбол в детской команде «Орловац». На взрослом уровне дебютировал в клубе «Борац» (Чачак), спустя некоторое время перешёл в «Хайдук» (Кула), каких-либо успехов с этими командами не добивался. Затем выступал в клубе «Металац» (Горни Милановац). В сезоне 2002/03 в составе клуба «Леотар» из города Требине, по словам самого Бояна, стал чемпионом Боснии и Герцеговины (по другим данным, за «Леотар» играл лишь с июля 2003 года) и участвовал в квалификации Лиги чемпионов, после чего, по собственным же словам, играл за «Банат», что выглядит крайне сомнительно, ввиду того, что клуб был образован лишь в 2006 году, скорее всего, под «Банатом» игрок подразумевал клуб «Будучност» из села Банатски-Двор, в результате объединения которого с «Пролетером» из Зренянина и появился в итоге «Банат». По другим данным, с июля по декабрь 2004 года выступал за белградский «Хайдук».
В 2005 году выступал в Казахстане за «Иртыш» (Павлодар). В 2006 году перешёл в «Спартак» из Нальчика, который тогда дебютировал в российской Премьер-лиге; однако там ему так и не удалось не то, что выйти на поле, но даже попасть в заявку на сезон, вскоре контракт с ним был расторгнут «из-за организационных вопросов». Вернуться в «Иртыш» он не сумел, так как в Казахстане уже истёк срок заявок.
В июле 2006 года перешёл в клуб «Севойно», а через год оказался в клубе «Младост» (Лучани), где провёл всего лишь месяц (с июля по август). По словам же самого игрока, вместо «Севойно» он сразу перешёл в «Младост», и помог клубу в сезоне 2006/07 выйти в Суперлигу, заняв первое место в Первой лиге с отрывом в 20 очков от ближайшего конкурента, что является ошибкой, поскольку клуб «Младост» завершил сезон с отрывом от клуба «Чукарички» не в 20, а в 12 очков.
В 2007 году перешёл в кишинёвский «Зимбру». С июля 2009 года выступает за сербский клуб «Млади Радник».

## Вне поля
Дружит с Ненадом Ковачевичем и Бранко Иличем. Его подруга учится в Белградском университете на специалиста по пейзажной архитектуре.

## Достижения
- Чемпион Боснии и Герцеговины: 2002/03